# 近衛長子
近衛 長子（このえ ながこ、建保6年（1218年） - 文永12年2月11日（1275年3月9日））は、鎌倉時代の女院。後堀河天皇の中宮。猪熊関白近衛家実の女。母は修理大夫藤原季信の女。女院号は鷹司院（たかつかさいん）。法号は蓮華性。

## 略歴
宣陽門院覲子内親王の養女となり、嘉禄2年（1226年）6月16日、9歳で叙従三位、同6月19日後堀河天皇に入内、7月2日女御宣下、同29日中宮となる。わずか9歳での入内の背景には近衛家の意向だけではなく、天皇の外戚の地位を確保したい養母・宣陽門院や庇護者である後鳥羽上皇を失って代わりの庇護者を求める藤原兼子（卿局）の強い後押しがあったと言われている。
しかし、寛喜元年（1229年）4月18日、九条竴子の中宮立后に先立ち、院号宣下（鷹司院）をされて退出。天皇との間に子はなかった。
ところが、四条天皇を遺して九条竴子が急逝すると、後堀河上皇の方から宣陽門院に対して四条天皇を女院の猶子にするように求めた。これに対して、宣陽門院は承諾と共に鷹司院を四条天皇の准母に遇することを提案した。これを受けて、嘉禎3年（1237年）7月17日、四条天皇の准母に遇せられて入内。宣陽門院の膨大な長講堂領を、鷹司院を通じて四条天皇に譲るための措置であった（四条天皇は将来的に長講堂領を手に入れ、宣陽門院は自分の死後に四条天皇およびその子孫に追善法要などを執り行って貰えるメリットがあった）。しかし、四条天皇は仁治3年（1242年）1月に早世した。
四条天皇の後を受けて即位した後嵯峨天皇は間もなく子供の後深草天皇に皇位を譲ったが、母親の身分が低いために皇位を譲ることが出来なかった宗尊親王のために長講堂領の獲得を図るために、宗尊を鷹司院の猶子にしようと図った。これを知った宣陽門院は鷹司院に「松月上人が出家をしなければ重い病にかかるという夢を見た」と説得して、鷹司院の兄である近衛兼経の反対にもかかわらず寛元4年（1246年）4月21日に強引に出家させてしまった。その後、後嵯峨上皇と宣陽門院との妥協の結果として、後深草天皇が宣陽門院の猶子となり、宣陽門院はその長講堂領を、鷹司院に一期分として譲渡した後、鷹司院の没後に後深草天皇に渡るように定めたが、建長3年（1251年）に宣陽門院は後嵯峨上皇及び後深草天皇が後白河法皇の追善法要である「長講堂八講」を行うことを条件に先の処分状を破棄して長講堂領を直ちに後深草天皇に譲渡し、代わりに鷹司院には元の上西門院領を一期分として与えた。
また、父から指深荘を相続し、鷹司兼平に伝えた。